# Vinderei
Vinderei é uma comuna romena localizada no distrito de Vaslui, na região de Moldávia. A comuna possui uma área de 75.34 km² e sua população era de 4648 habitantes segundo o censo de 2007.